# SS Arctic
Le navire à vapeur SS Arctic de la Collins Line, un navire de 3 000 t, était l'un des plus grands navires et le plus moderne des États-Unis de son temps. Ce bateau à roues à aubes était utilisé comme paquebot pour les liaisons transatlantiques.

## Mise en service
Avec des subventions fédérales initialement fixées à 385 000 dollars par an, et le soutien de la banque Brown Brothers, Collins fonda la New York and Liverpool United States' Mail Steamship Company plus connue sous le nom de Collins Line. Il entreprit immédiatement un ambitieux programme de construction navale. Le premier de ces navires, l'Atlantic, fut lancé en 1849 et commença à opérer en avril 1850. Ses trois navires-jumeaux, le Pacific, l'Arctic et le Baltic (en), entrèrent en service avant la fin de l'année. Tous construits en bois, ces navires avaient des dimensions et des caractéristiques similaires ; l'Arctic mesurait 87 mètres de long et 2 856 tonnes. Les navires de la Collins Line étaient ainsi plus grands que ceux de la Cunard Line et leurs performances étaient bien meilleures ; les traversées de dix jours devinrent rapidement la norme.
Lancé le 26 octobre 1850, l'Arctic offrait des conditions de voyage luxueuses à ses passagers qui contrastaient avec celles des navires de la Cunard Line ; Charles Dickens décrivit ainsi que sa cabine à bord du Britannia était sombre et humide, « une boîte parfaitement désespérante et profondément grotesque » tandis que le sinistre salon était « un long appartement étroit qui était non sans rappeler un gigantesque corbillard ». À l'inverse, un passager rapporta qu'à bord de l'Arctic, « le confort et l'élégance [des cabines] surpassaient ceux de tous les navires marchands que la Grande-Bretagne possédait alors » tandis que le salon principal avait « une splendeur presque orientale ».
Commandé par le capitaine, James Luce, âgé de 49 ans dont 30 en mer, l'Arctic devint le navire le plus célèbre de la Collins Line avec sa traversée de New York à Liverpool en un temps record de neuf jours et 17 heures durant l'hiver 1851-1852. Luce était admiré par les passagers autant pour ses qualités de commandant que pour sa sociabilité ; un journaliste du Harper's New Monthly Magazine écrivit ainsi : « Si vous voulez traverser l'Atlantique, vous trouverez dans l'Artic l'un des navires les plus nobles et dans le capitaine Luce, l'un des meilleurs capitaines, ».

## Naufrage

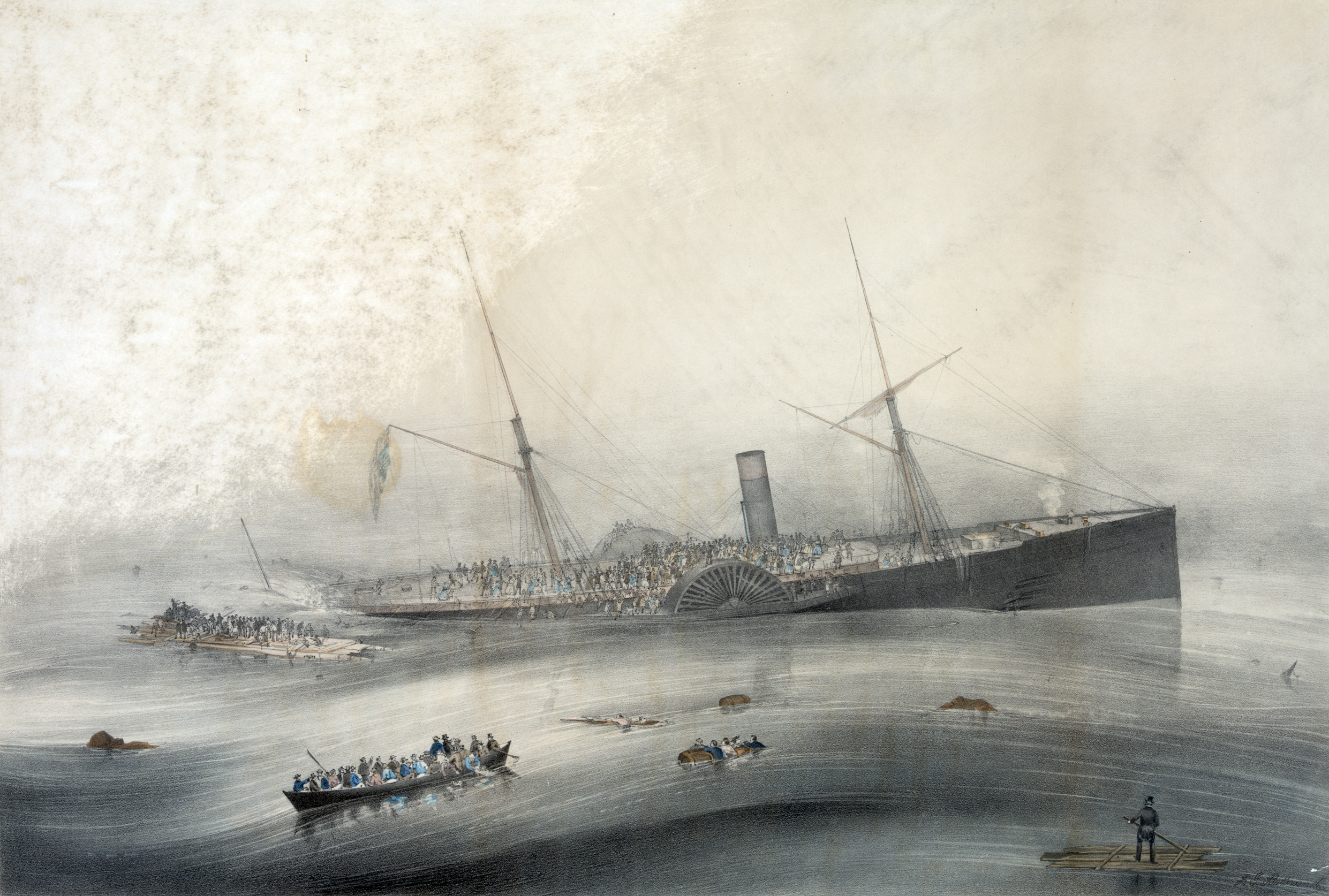
Illustration du naufrage

Le 27 septembre 1854, au large du cap Race sur l'île de Terre-Neuve, il est percuté dans un épais brouillard par le vaisseau français Vesta de 250 t.
Le naufrage a provoqué la mort d'environ 350 passagers et membres d'équipage. Toutes les femmes et les enfants à bord font partie des victimes, en raison de l’indiscipline des marins et des passagers masculins qui leur ont refusé la priorité malgré les ordres donnés par le capitaine. Le naufrage du SS Arctic est l'une des pires catastrophes maritimes civiles de l'histoire de la navigation américaine. À la suite du naufrage de son navire-jumeau, le Pacific, deux ans plus tard, la Collins Line fit faillite et disparut.